# Chiến tranh Thụy Điển – Đan Mạch (1657–1658)
Cuộc chiến tranh Thụy Điển-Đan Mạch (1657-1658) là cuộc chiến tranh giữa Thụy Điển liên minh cùng công quốc Holstein với Đan Mạch và Na Uy thời vua Karl X Gustav của Thụy Điển.

## Bối cảnh
Thời đó, Thụy Điển đang lâm vào một cuộc chiến tranh với Ba Lan (1655 - 1660) và một cuộc chiến tranh với Nga (1656 - 1661). Vua Frederik III của Đan Mạch thấy có cơ hội tấn công Thụy Điển để lấy lại các vùng đất đã phải nhượng cho Thụy Điển bởi Hòa ước Brömsebro ngày 13 tháng 8 năm 1645, nên tuyên chiến với Thụy Điển. Ngày 1 tháng 6 năm 1657 Frederik III đưa ra lời tuyên chiến, ngày 5 tháng 6 năm 1657 chiến thư được gửi tới Hamstad cho viên cố vấn tối cao của Karl X Gustav là Per Brahe, mãi tới ngày 20 tháng 6 năm 1657 Karl X Gustav mới nhận được chiến thư tại thành phố Torun (nay thuộc Ba Lan). Karl X liền rời mặt trận Ba Lan, dẫn quân đi bộ vòng từ phía Nam lên để tấn công bán đảo Jutland (Đan Mạch).
Tại nam Thụy Điển, Per Brahe tập trung quân tại Markaryd (Småland, Thụy Điển) để nghênh chiến, nhưng viên tướng chỉ huy quân Đan Mạch tại vùng Scania (Skåne) không tận dụng cơ hội để tấn công. Ngày 18 tháng 7 năm 1657, Per Brahe đem 3.700 quân tấn công và thắng Đan Mạch trong trận Ängelholm (vùng Halland, thời đó thuộc Đan Mạch). Quân Đan Mạch liền vây Per Brahe ở Laholm. Ngày 30 tháng 8, Brahe được quân tới tiếp viện lên tới 8.000 người và ngày 31 tháng 8 Brahe liền phản công tại Genevadsbro (bắc Laholm), quân Đan Mạch rút về Helsingborg.
Ngày 16 tháng 6 năm 1657 tướng Anders Bille của Đan Mạch dẫn 9.000 quân tấn công và chiếm Bremen (hiện nay thuộc Đức, thời đó thuộc Thụy Điển). Tại Holstein, ngày 10 tháng 8 năm 1657, quân Thụy Điển đánh chiếm pháo đài Itzehoe sau 4 ngày vây hãm. Toàn bộ quân Đan Mạch cùng tướng Anders Bille rút về pháo đài Frederiksodde (ở Fredericia, đông nam Jutland). Quân Thụy Điển thừa thắng, chiếm đóng bán đảo Jutland. Ngày 24 tháng 10 năm 1657, quân Thụy Điển đánh chiếm pháo đài Frederiksodde do khoảng trên 3.000 quân Đan Mạch phòng thủ, giết hơn 1.000 quân Đan Mạch, còn lại bắt làm tù binh (trong đó có tướng Anders Bille bị trọng thương và chết ít ngày sau đó).
Mùa đông năm đó hết sức khắc nghiệt, toàn bộ các eo biển của Đan Mạch đều bị đóng băng. Ngày 30 tháng 1 năm 1658, Karl X Gustav dẫn 9.000 kỵ binh và 3.000 bộ binh đi bộ qua Eo biển Lillebælt sang cướp phá đảo Fyn rồi tiếp tục đi bộ qua đảo Tåsing, Langeland, Lolland, Falster vào phía nam đảo Zealand tiến lên uy hiếp Copenhagen. Ngày 15 tháng 2 năm 1658 quân Thụy Điển tới cách Copenhagen 20 km. Chính phủ Đan Mạch hoảng loạn, nên ngày 18 tháng 2 năm 1658 phải xin giảng hòa. Hai bên thương nghị tại Høje Tåstrup (nam Copenhagen) và ký kết Hòa ước Roskilde, chấm dứt cuộc chiến giữa hai bên.

## Hậu quả
Cuộc chiến đã dẫn tới Hòa ước Roskilde, trong đó Đan Mạch phải nhượng gần ½ lãnh thổ cho Thụy Điển. Tuy nhiên, chỉ 6 tháng sau lại xảy ra cuộc chiến tranh nữa giữa hai bên, tới năm 1660 mới kết thúc bằng Hòa ước Copenhagen.